# Защитные леса
Защи́тные леса́  — лесные насаждения, предназначенные для защиты различных объектов от нежелательных природных (например атмосферных осадков, ветров, лавин) или антропогенных воздействий. В отличие от относящихся к ним защитных лесных насаждений могут иметь как искусственное, так и естественное происхождение. Определённые защитные функции выполняют все леса, но среди них выделяют те, для которых эти функции являются главными. Социальное и экологическое значение этих лесов превосходит их хозяйственно-экономическую ценность.
Защитные леса выделяют в виде отдельных массивов, зон или полос. К ним относятся полезащитные и противоэрозионные, защитные лесные полосы, ленточные боры, колки и балочные леса. Участки лесов вдоль транспортных путей и водных объектов, на склонах оврагов, опушки лесов и некоторые другие являются защитными участками лесов.
Лесохозяйственные мероприятия здесь производятся в соответствии с запланированным режимом, омоложение насаждений производится с использованием выборочных рубок не нарушающих общую лесную обстановку. Коммерческие рубки деревьев, не достигших возраста естественного разрушения, исключаются практически полностью.

## Функции
Как и все остальные леса, защитные леса накапливают органическое вещество, снабжают кислородом атмосферу Земли, смягчают климат, регулируют водосток, способствуют сохранению биоразнообразия, являются местом отдыха. В большей степени их средообразующие, водоохранные, санитарные функции заключаются в защите от разрушения и загрязнения почв, водоёмов, и других природных объектов, они также обеспечивают сохранность и возможность использования антропогенных сооружений и сельскохозяйственных угодий.
Водоохранные леса предохраняют водотоки и водоёмы от заиления и сохраняют их берега. Вдоль берегов особо выделяют места, защищающие нереста ценных рыб.
Санитарно-гигиенические и оздоровительные леса произрастают в городах и других населённых пунктах, вокруг них и промышленных предприятий, в зонах санитарной охраны источников водоснабжения и курортов.

## Территории
Продовольственная и сельскохозяйственная организация ООН в 2010 году произвела оценку мирового состояния защитных лесов, к которым были отнесены леса, основной функцией которых является защита природных объектов, прежде всего почв и вод, и к которым не были отнесены леса, основной функцией которых является защита биоразнообразия, например заповедники и заказники. В мировом масштабе к защитным лесам отнесено около 330 млн га, что составляет примерно 8 % всех лесов.
С 1990 по 2010 год территория защитных лесов увеличилась на 59 млн га, в основном за счёт крупномасштабных лесопосадок для защиты от опустынивания в Китае. В России за это время площадь защитных лесов увеличилась с 59 до 70 млн га.
Страны с наибольшей территорией защитных лесов (на 2010 год)
| Страна    | Площадь защитных лесов (млн га) |
| --------- | ------------------------------- |
| Россия    | 71,436                          |
| Китай     | 60,48                           |
| Бразилия  | 42,574                          |
| Индонезия | 22,667                          |
| Япония    | 17,506                          |
| Индия     | 10,703                          |
| Лаос      | 9,074                           |
| Мозамбик  | 8,667                           |
| Венесуэла | 7,915                           |
| Вьетнам   | 5,131                           |
| Прочие    | 73,014                          |